# Valentín Carboni
Valentín Carboni (Buenos Aires, 5 marzo 2005) è un calciatore argentino, centrocampista o attaccante del Genoa, in prestito dall'Inter, e della nazionale argentina, con cui è diventato campione del Sud America nel 2024.

## Biografia
È figlio di Ezequiel Carboni, ex calciatore professionista. Ha un fratello maggiore, Franco, e un fratello minore, Cristiano, anch'essi calciatori. Possiede sia il passaporto argentino che quello italiano.

## Caratteristiche tecniche
È un trequartista (ma può anche giocare come seconda punta o esterno d'attacco) dotato di una buona tecnica e di un buon tiro.
Nel 2022 è stato inserito dal quotidiano inglese The Guardian nella lista dei migliori sessanta calciatori nati nel 2005.

## Carriera

### Club

#### Giovanili e arrivo in Italia
Inizia a giocare a calcio all'età di otto anni, entrando a far parte del settore giovanile del Lanús. Nel 2019, si trasferisce in Italia insieme al fratello maggiore Franco, accordandosi con il Catania; nel 2020, entrambi vengono ceduti all'Inter in cambio di circa 300.000 euro.

#### Inter
L'esordio in prima squadra avviene il 1º ottobre 2022 contro la Roma all'ottava giornata di campionato, subentrando all'88' al posto di Federico Dimarco. Il 1º novembre seguente, debutta in Champions League in Bayern Monaco-Inter (2-0), sostituendo Joaquín Correa al 76'. Il 18 gennaio 2023, vince il suo primo trofeo con l'Inter, la Supercoppa italiana, battendo il Milan per 3-0. Il 24 maggio, invece, conquista la sua prima Coppa Italia, la nona della storia per il club nerazzurro, grazie alla vittoria per 2-1 in finale contro la Fiorentina (pur non venendo convocato).

#### Prestiti al Monza e all'Olympique Marsiglia
Il 15 luglio 2023 passa in prestito annuale al Monza. Il 1º dicembre seguente, realizza il suo primo gol tra i professionisti (oltreché in massima serie) nella sconfitta per 2-1 contro la Juventus. Nel corso della stagione con i brianzoli, mette a segno due goal in 32 presenze.
Il 7 agosto 2024, viene ceduto all'Olympique Marsiglia, in Ligue 1, in prestito oneroso a un milione di euro, con diritto di riscatto fissato a 36 milioni (più bonus), e di contro-riscatto a 40 milioni per l'Inter.
Il 12 ottobre 2024 si procura una lesione del legamento crociato anteriore del ginocchio sinistro, che lo costringe a una riabilitazione di diversi mesi.

#### Ritorno all'Inter e prestito al Genoa
L'11 febbraio 2025, dopo la risoluzione anticipata del prestito, fa ritorno all’Inter. A giugno, ancora in fase di recupero, viene convocato per il Mondiale per club sotto la guida di Cristian Chivu, che lo aveva allenato nella Primavera nerazzurra. Il 21 giugno, al rientro in campo dopo otto mesi, segna il suo primo gol con i nerazzurri decidendo al 92º minuto la sfida contro i giapponesi dell'Urawa Red Diamonds (2-1) nella seconda gara della fase a gironi del torneo iridato.
Il 18 luglio 2025 passa in prestito annuale al Genoa. Il 15 agosto dello stesso anno, debutta in Coppa Italia con il Genoa nella vittoria per 3-0 contro il Vicenza, segnando il gol del momentaneo 1-0.

### Nazionale
Dopo aver giocato alcuni incontri con la nazionale Under-17 italiana fra il 2021 e il 2022, nel marzo del 2022 Carboni accetta una convocazione da parte della nazionale maggiore argentina, insieme al fratello maggiore Franco.
Nell'ottobre dello stesso anno, viene incluso dal CT Lionel Scaloni nella lista dei pre-convocati per i Mondiali di calcio in Qatar, senza però rientrare nella rosa finale.
Nel maggio del 2023, viene convocato dal selezionatore Javier Mascherano nella nazionale Under-20 argentina, in vista della partecipazione ai Mondiali di categoria, organizzati in casa.
Il 26 marzo 2024 esordisce con la massima selezione argentina nell'amichevole vinta 3-1 contro la Costa Rica.

## Statistiche

### Presenze e reti nei club
Statistiche aggiornate al 15 agosto 2025.
| Stagione        | Squadra             | Campionato      | Campionato | Campionato | Coppe nazionali | Coppe nazionali | Coppe nazionali | Coppe continentali | Coppe continentali | Coppe continentali | Altre coppe | Altre coppe | Altre coppe | Totale | Totale | Totale |
| Stagione        | Squadra             | Comp            | Pres       | Reti       | Comp            | Pres            | Reti            | Comp               | Pres               | Reti               | Comp        | Pres        | Reti        | Pres   | Reti   |        |
| --------------- | ------------------- | --------------- | ---------- | ---------- | --------------- | --------------- | --------------- | ------------------ | ------------------ | ------------------ | ----------- | ----------- | ----------- | ------ | ------ | ------ |
| 2022-2023       | Inter               | A               | 5          | 0          | CI              | 0               | 0               | UCL                | 1                  | 0                  | SI          | 0           | 0           | 6      | 0      |        |
| 2023-2024       | Monza               | A               | 31         | 2          | CI              | 1               | 0               | -                  | -                  | -                  | -           | -           | -           | 32     | 2      |        |
| 2024-feb. 2025  | Olympique Marsiglia | L1              | 4          | 0          | CF              | -               | -               | -                  | -                  | -                  | -           | -           | -           | 4      | 0      |        |
| feb.-giu. 2025  | Inter               | A               | 0          | 0          | CI              | 0               | 0               | UCL                | -                  | -                  | SI+Cmc      | 0+3         | 0+1         | 3      | 1      |        |
| Totale Inter    | Totale Inter        | Totale Inter    | 5          | 0          |                 | 1               | 0               |                    | 0                  | 0                  |             | 3           | 1           | 9      | 1      |        |
| 2025-2026       | Genoa               | A               | 0          | 0          | CI              | 1               | 1               | -                  | -                  | -                  | -           | -           | -           | 1      | 1      |        |
| Totale carriera | Totale carriera     | Totale carriera | 40         | 2          |                 | 2               | 1               |                    | 1                  | 0                  |             | 3           | 1           | 46     | 4      |        |

### Cronologia presenze e reti in nazionale
| Cronologia completa delle presenze e delle reti in nazionale ― Argentina | Cronologia completa delle presenze e delle reti in nazionale ― Argentina | Cronologia completa delle presenze e delle reti in nazionale ― Argentina | Cronologia completa delle presenze e delle reti in nazionale ― Argentina | Cronologia completa delle presenze e delle reti in nazionale ― Argentina | Cronologia completa delle presenze e delle reti in nazionale ― Argentina | Cronologia completa delle presenze e delle reti in nazionale ― Argentina | Cronologia completa delle presenze e delle reti in nazionale ― Argentina |
| Data                                                                     | Città                                                                    | In casa                                                                  | Risultato                                                                | Ospiti                                                                   | Competizione                                                             | Reti                                                                     | Note                                                                     |
| ------------------------------------------------------------------------ | ------------------------------------------------------------------------ | ------------------------------------------------------------------------ | ------------------------------------------------------------------------ | ------------------------------------------------------------------------ | ------------------------------------------------------------------------ | ------------------------------------------------------------------------ | ------------------------------------------------------------------------ |
| 26-3-2024                                                                | Los Angeles                                                              | Argentina                                                                | 3 – 1                                                                    | Costa Rica                                                               | Amichevole                                                               | -                                                                        | 82’                                                                      |
| 14-6-2024                                                                | Landover                                                                 | Argentina                                                                | 4 – 1                                                                    | Guatemala                                                                | Amichevole                                                               | -                                                                        | 62’                                                                      |
| 29-6-2024                                                                | Miami Gardens                                                            | Argentina                                                                | 2 – 0                                                                    | Perù                                                                     | Coppa America 2024 - 1º turno                                            | -                                                                        | 77’                                                                      |
| Totale                                                                   |                                                                          | Presenze                                                                 | 3                                                                        |                                                                          | Reti                                                                     | 0                                                                        |                                                                          |

## Palmarès

### Club

#### Competizioni giovanili
- Campionato Primavera: 1

Inter: 2021-2022

#### Competizioni nazionali
- Supercoppa italiana: 1

Inter: 2022
- Coppa Italia: 1

Inter: 2022-2023

### Nazionale
- Coppa America: 1

Stati Uniti 2024